# Scathophaga frigida
Scathophaga frigida är en tvåvingeart som först beskrevs av Daniel William Coquillett 1900.  Scathophaga frigida ingår i släktet Scathophaga och familjen kolvflugor. Inga underarter finns listade i Catalogue of Life.